# Касре-Ширин
Ка́сре-Шири́н (перс. قصرشيرين‎ — Кесре-Ширин, курд. Qesra Şîrîn) — приграничный город на западе Ирана, в провинции Керманшах. Административный центр шахрестана Касре-Ширин.

## География
Город находится в западной части Керманшаха, в предгорьях западного Загроса, на высоте 339 метров над уровнем моря. Касре-Ширин расположен на расстоянии приблизительно 135 километров к западу от Керманшаха, административного центра провинции и на расстоянии 530 километров к юго-западу от Тегерана, столицы страны. Большинство трудоспособного населения занято в сельскохозяйственной отрасли.

## Население
На 2006 год население составляло 15 437 человек; в национальном составе преобладают курды, в конфессиональном — мусульмане-шииты.

## История
Название города дословно переводится с фарси, как «Замок Ширин» (индо-иранское женское имя). Город возник в эпоху правления шахиншаха Хосрова II Парвиза, из династии Сасанидов. По преданию, царь приказал построить замок, для своей возлюбленной, армянской принцессы Ширин. Этот сюжет лежит в основе многих произведений курдской и персидской литературы, в частности эпической поэмы Низами «Хосров и Ширин».
Город являлся одним из караван-сараев Великого Шёлкового Пути, соединяя области Иранского нагорья с Месопотамией. Во время ирано-иракской войны (1980—1988 годов), Касре-Ширин находился под оккупацией иракской армии. В 2007 году ЮНЕСКО было предложено внести объекты исторического комплекса Касре-Ширин, в список всемирного наследия.